# Opiaten

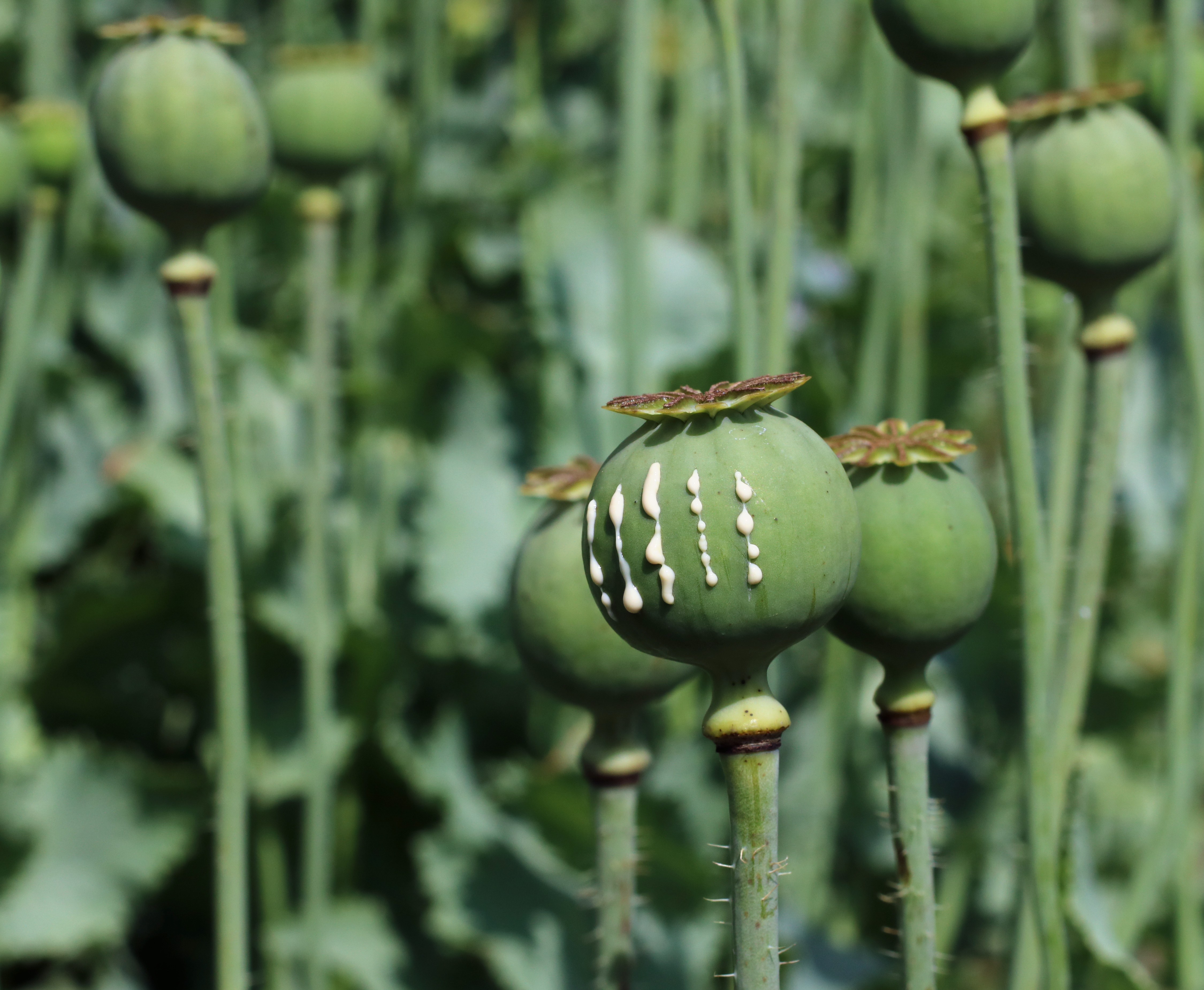
papaverbollen

Opiaten zijn alkaloïden die in opium voorkomen, een extract uit de slaapbol, of zaaddoos, die tot de familie van de klaproos of papaver hoort. Opiaat duidde traditioneel op de natuurlijke en afgeleide vormen van morfine, waarbij de afgeleide vormen door chemische synthese zijn gemaakt. Opiaat wordt soms verkeerd gebruikt om alle stoffen met een farmacologische werking aan te duiden, waaronder vooral de behandeling van chronische pijn. Deze geneesmiddelen kunnen beter opioïden of morfinomimetica worden genoemd.
De belangrijkste opiaten zijn morfine, codeïne, heroïne en thebaïne. Papaverine en noscapine bestaan ook, maar hebben hoegenaamd geen effect op het centrale zenuwstelsel, en worden niet tot de opiaten gerekend. Papaveretum is een gestandaardiseerde samenstelling van opiumalkaloïden voor hartpatiënten.
De Opiumwet is een Nederlandse wet uit 1928, als vervolg op een wet uit 1919, die erop is gericht misbruik van opiaten, in het bijzonder illegale handel, te voorkomen. De verboden handel in drugs is sindsdien ook onder de Opiumwet komen te vallen.